# Magyarország története (televíziós sorozat)
A Magyarország története a Magyar Televízió 2009–2010-es magyar történelmi televíziós dokumentumfilm-sorozata. Az író-műsorvezető Nagy György, rendezői M. Nagy Richárd és Varga Zs. Csaba.
A műsor tematikájában az azonos című könyvsorozatot követi, összesen 1449 oldalnyi forgatókönyv készült hozzá. A végefőcím zenéjét a Republic együttes adja.
A sugárzás megkezdéséig tíz rész készült el, mind HD minőségben. A sorozat 46 részesre tervezett (két epizód minden kötethez) melyből hat rész került adásba az M1-en 2009 tavaszán. A következő tíz részt szeptemberig készítették el, a további részek sugárzása 2009. október 25-től 2010. május 30-ig történt egészen a 38. részig. 2009 december közepére már a sorozat mind a 46 részét leforgatták, azaz 163 nap alatt 12 ország 219 településén rögzítettek anyagot a műsorhoz. A 39. rész 2010. szeptember 12-én került adásba, és innentől leadták a sorozat utolsó nyolc epizódját. A sorozat záró részét 2010. október 31-én adta le az M1.
Az első 15 epizód 2010 végén jelent meg DVD-n a Hálóker 2001 Kft. gondozásában, míg a fennmaradó 28 rész 2011 februárjában. A kiadvány lemezenként, majd az összes epizód megjelenése után 15 lemezes gyűjteményként is megvásárolható.
2010. december 9. és 30. között az M1 négyrészes válogatásévadot mutatott be a sorozatból, melynek a Magyarország apróbetűs története címet adták, a részeknek pedig sorrendben Legendák, Személyiségek, Helyszínek és Érdekességek.
A sorozat ismétléseit M2, a Duna Televízió és a Duna World sugározza.

## Epizódok
| [ * 1 ] | [ * 2 ] | Cím                                             | Első sugárzás        | Történész szakértő |
| ------- | ------- | ----------------------------------------------- | -------------------- | ------------------ |
| 1.      | 1.      | Úton a haza felé…                               | 2009. április 26.    | Fodor István       |
| 2.      | 1.      | A honfoglalás                                   | 2009. május 3.       | Fodor István       |
| 3.      | 1.      | Államalapítás                                   | 2009. május 10.      | Font Márta         |
| 4.      | 2.      | István királysága                               | 2009. május 17.      | Font Márta         |
| 5.      | 2.      | A magyar szentek évszázada                      | 2009. május 24.      | Koszta László      |
| 6.      | 2.      | I. Lászlótól III. Béláig: a két lovagkirály     | 2009. május 31.      | Koszta László      |
| 7.      | 3.      | Az Aranybullától a tatárdúlásig                 | 2009. október 25.    | Zsoldos Attila     |
| 8.      | 3.      | Az Árpád-kor utolsó évtizedei                   | 2009. november 1.    | Zsoldos Attila     |
| 9.      | 3.      | Anjou Károly – aki nem Róbert…                  | 2009. november 8.    | Csukovits Enikő    |
| 10.     | 4.      | Nagy Lajos birodalma                            | 2009. november 15.   | Csukovits Enikő    |
| 11.     | 4.      | Legendák és igaz történetek a XV. század elején | 2009. november 22.   | C. Tóth Norbert    |
| 12.     | 4.      | Zsigmond, magyar király és német-római császár  | 2009. november 29.   | C. Tóth Norbert    |
| 13.     | 5.      | A három Hunyadi                                 | 2009. december 6.    | Pálosfalvi Tamás   |
| 14.     | 5.      | Mathias Rex                                     | 2009. december 13.   | Pálosfalvi Tamás   |
| 15.     | 5.      | A Jagelló-kor                                   | 2009. december 20.   | Tringli István     |
| 16.     | 6.      | A középkor vége                                 | 2009. december 27.   | Tringli István     |
| 17.     | 6.      | Az ország három részre szakadása                | 2010. január 3.      | Pálffy Géza        |
| 18.     | 6.      | Élet a török félhold árnyékában                 | 2010. január 10.     | Pálffy Géza        |
| 19.     | 7.      | Romlás és kiútkeresés                           | 2010. január 17.     | Pálffy Géza        |
| 20.     | 7.      | A török kor vége                                | 2010. január 24.     | Pálffy Géza        |
| 21.     | 7.      | A Rákóczi-szabadságharc kitörése                | 2010. január 31.     | Gebei Sándor       |
| 22.     | 8.      | Ónodtól a nagymajtényi síkig                    | 2010. február 7.     | Gebei Sándor       |
| 23.     | 8.      | Vitam et sanguinem                              | 2010. február 14.    | Poór János         |
| 24.     | 8.      | Reform és abszolutizmus                         | 2010. február 21.    | Poór János         |
| 25.     | 9.      | Széchényi és Széchenyi                          | 2010. február 28.    | Gergely András     |
| 26.     | 9.      | A nemzet ébredésétől a forradalomig             | 2010. március 7.     | Gergely András     |
| 27.     | 9.      | Forradalom és honvédelem                        | 2010. március 14.    | Hermann Róbert     |
| 28.     | 10.     | Az 1848–49-es szabadságharc                     | 2010. március 21.    | Hermann Róbert     |
| 29.     | 10.     | Megtorlás és ellenállás                         | 2010. március 28.    | Deák Ágnes         |
| 30.     | 10.     | Út a kiegyezéshez                               | 2010. április 4.     | Deák Ágnes         |
| 31.     | 11.     | Kiegyezés és fellendülés                        | 2010. április 11.    | Kozári Monika      |
| 32.     | 11.     | A századforduló „boldog békeévei”               | 2010. április 18.    | Kozári Monika      |
| 33.     | 11.     | Az első világháború                             | 2010. április 25.    | Ormos Mária        |
| 34.     | 12.     | A háború vége és a forradalmak                  | 2010. május 2.       | Ormos Mária        |
| 35.     | 12.     | Konszolidáció és Trianon                        | 2010. május 9.       | Püski Levente      |
| 36.     | 12.     | A Horthy-korszak                                | 2010. május 16.      | Püski Levente      |
| 37.     | 13.     | Magyarország a második világháborúban           | 2010. május 23.      | Ungváry Krisztián  |
| 38.     | 13.     | Megszállás, felszabadulás, megszállás…          | 2010. május 30.      | Ungváry Krisztián  |
| 39.     | 13.     | Magyarország „szovjetizálása”                   | 2010. szeptember 12. | Gyarmati György    |
| 40.     | 14.     | A Rákosi-rendszer                               | 2010. szeptember 19. | Gyarmati György    |
| 41.     | 14.     | 1956: a forradalom                              | 2010. szeptember 26. | Szakolczai Attila  |
| 42.     | 14.     | 1956: a szabadságharc                           | 2010. október 3.     | Szakolczai Attila  |
| 43.     | 15.     | A kádári konszolidáció                          | 2010. október 10.    | Rainer M. János    |
| 44.     | 15.     | A „létező szocializmus” csődje                  | 2010. október 17.    | Rainer M. János    |
| 45.     | 15.     | A harmadik Magyar Köztársaság                   | 2010. október 24.    | Romsics Ignác      |
| 46.     | 15.     | Társadalmi viták, vitázó társadalom             | 2010. október 31.    | Romsics Ignác      |

1. ↑  Epizód száma
2. ↑  Lemez száma